# Ай-Имиягун
Ай-Имиягун (устар. Ай-Ими-Ягун) — река в России, протекает по территории Сургутского района Ханты-Мансийского автономного округа. Устье реки находится в 243 км по левому берегу реки Тромъёган. Длина реки — 49 км.
Высота устья — 53,2 м над уровнем моря.

## Данные водного реестра
По данным государственного водного реестра России относится к Верхнеобскому бассейновому округу, водохозяйственный участок реки — Обь от впадения реки Вах до города Нефтеюганск, речной подбассейн реки — Обь ниже Ваха до впадения Иртыша. Речной бассейн реки — (Верхняя) Обь до впадения Иртыша.